# Bad (canción de U2)
Bad es una canción de la banda irlandesa de rock U2. Es la séptima pista del álbum de 1984, The Unforgettable Fire. Según Bono, está inspirada en una "persona muy especial", un amigo del barrio en el que él vivía en su adolescencia. Su contenido se relaciona también con las consecuencias de la adicción a la heroína. "Bad" es considerado un favorito de los fanáticos y es una de las canciones más interpretadas en concierto de U2. La presentación de la canción por 12 minutos de la banda en el concierto benéfico Live Aid en 1985 fue un momento decisivo para ellos.
Una versión en vivo de la canción aparece en el EP Wide Awake in America de 1985 de U2; esta interpretación se hizo popular en las estaciones de radio de rock orientadas a álbumes. La versión del álbum de la canción apareció en el tráiler de Brothers y en las secuencias de apertura y cierre de Taking Lives.

## Historia
"Bad" se originó a partir de un riff de guitarra que The Edge improvisó durante una jam session en Slane Castle, donde U2 estaba grabando The Unforgettable Fire. La pista básica se completó en tres tomas. De su naturaleza inmediata y viva, The Edge dijo: "Hay un momento en que [el baterista] Larry [Mullen Jr.] deja los pinceles y toma los palos y crea esta pausa que tiene un efecto increíblemente dramático". El productor Brian Eno agregó los arpegios secuenciadores que acompañan a la canción.
La recesión de principios de la década de 1980 había provocado un gran número de adictos a la heroína en el centro de Dublín. En concierto, el vocalista Bono introdujo frecuentemente la canción como una canción sobre Dublín. The Edge y los productores del álbum, Eno y Daniel Lanois, estaban centrados en la música y estaban menos interesados en las letras. Bono dijo que dejó la canción sin terminar.
Durante el concierto del 3 de diciembre de 1984 en el Radio City Music Hall de Nueva York, Bono dijo que la canción era sobre heroína y que la escribió para un amigo y también para él; Al discutir este comentario durante una entrevista radial del 17 de diciembre de 1984, Bono dijo: "Bueno, creo que dije que escribí la canción para un amigo mío; también la escribí para mí porque puedes ser adicto a cualquier cosa. Y, sabes , esa canción no se trata solo de heroína: se trata de muchas cosas. Ninguna de nuestras canciones, en realidad, es solo una cosa ".
Hay otras versiones de la historia del propio Bono. Su relato de un concierto de 1987 en Chicago indica que "Bad" trata sobre un amigo suyo que murió de una sobredosis de heroína y también sobre las condiciones que hacen que tales eventos puedan repetirse. Bono comentó una vez en otro concierto (en el Reino Unido) sobre personas que yacen en las cunetas con "agujas colgando de sus jodidos brazos mientras los ricos viven indiferentes al sufrimiento de los menos afortunados". En Eriksberg, Gotemburgo, Suecia, 1987, dijo: "Escribí las palabras sobre un amigo mío; su nombre era Gareth Spaulding, y en su cumpleaños número 21 él y sus amigos decidieron darse un regalo de suficiente heroína en sus venas para mátalo. Esta canción se llama 'Bad' ".
Durante un concierto del 26 de julio de 2011 en Pittsburgh, Bono explicó antes de una presentación de "Bad" que la canción fue escrita para un "hombre muy especial, que está aquí en su ciudad, que creció en Cedarwood Road. Escribimos esta canción sobre él y lo tocamos para él esta noche ". Se refería a Andy Rowen, de quien se escribió la canción en 1984 y que estuvo presente en el show. Rowen es el hermano de Guggi y Peter Rowen, el amigo de Bono en Lypton Village, que aparece en la portada de los álbumes Boy and War de la banda.

## Composición
"Bad" comienza con un riff de guitarra improvisado por The Edge durante una jam session en las sesiones de grabación de Slane Castle. La línea principal fue completada en tres partes. Debido a su naturaleza inmadiata y en directo, The Edge comentó: "Hay un momento en el que Larry deja las escobillas y coge las baquetas, creando una pausa que le confiere un increíble efecto dramático". Brian Eno añadió las secuencias de arpeggio.

## En directo
"Bad" es una de las canciones más tocadas por U2 en los conciertos. Trasladar su compleja y elaborada textura musical al directo fue uno de los mayores retos para la banda en el The Unforgettable Fire Tour. Una solución fue el uso de secuenciadores para recrear determinados sonidos "atmosféricos".
A menudo, Bono acostumbra a introducir fragmentos de otros temas durante la interpretación de esta canción: alrededor de 80 canciones —propias o de otros grupos— han sido versionadas o tributadas, desde la introducción de un verso suelto a fragmentos más extensos. Normalmente, son introducidos después de la línea final "I'm not sleeping". Entre ellas podemos contar "Hallelujah", de Leonard Cohen; "I'm On Fire", de Bruce Springsteen; "Candle in the Wind", de Elton John; "Heroes", de David Bowie; Ruby Tuesday y Sympathy for the Devil de The Rolling Stones en la película Rattle and Hum de U2, etc.
La versión de estudio de "Bad" fue criticada por ser "inacabada", "difusa" y "desenfocada", pero la banda descubrió que tenía más sentido en el escenario. Rolling Stone, por ejemplo, crítico de la versión del álbum, describió su actuación en vivo como un "show stopper".
Un elemento básico de las giras de conciertos de U2 de la década de 1980, "Bad" también se realizó con frecuencia durante las primeras cuatro etapas del ZooTV Tour de 1992-1993. Aunque no se tocó hasta la cuarta etapa del PopMart Tour de 1997 y 1998, regresó a la lista normal para el Elevation Tour de 2001 y vio actuaciones ocasionales durante el Vertigo Tour de 2005 y 2006, a veces incluso apareciendo como la canción de cierre de los espectáculos. Hizo apariciones muy esporádicas en el U2 360° Tour y ha aparecido ocasionalmente en el Innocence + Experience Tour.
Bono es conocido por cantar una gran variedad de fragmentos durante las presentaciones de "Bad". Se han incluido letras de más de 50 canciones diferentes en "Bad", que van desde breves citas de una sola línea hasta múltiples versos. Estos fragmentos generalmente se cantan después de la línea "No estoy durmiendo" y Bono ha incluido hasta seis extractos diferentes en una sola interpretación de "Bad". Las actuaciones sin al menos un fragmento son muy raras.

### Live Aid
U2 participó en el concierto Live Aid en el estadio de Wembley para el alivio de la hambruna etíope el 13 de julio de 1985. Tocaron una versión de 12 minutos de "Bad", que se extendió con fragmentos de "Satellite of Love" y "Walk on the Wild Side" de Lou Reed, y "Ruby Tuesday" y "Sympathy for the Devil" de The Rolling Stones. Durante la actuación, Bono saltó del escenario para abrazarse y bailar con un fanático. En 2005, la chica con la que bailó, que estaba en el frente para ver a Wham!, reveló que en realidad le salvó la vida en ese momento. Estaba siendo aplastada por la multitud de personas que empujaban hacia adelante; Bono vio esto y señaló frenéticamente a los ujieres para ayudarla. No entendieron lo que estaba diciendo, por lo que saltó para ayudarla él mismo. El rescate y el baile de Bono con la niña fue capturado en la transmisión de televisión enviada por todo el mundo. La actuación fue tan larga que la banda solo pudo tocar dos de las tres canciones en su set, dejando de lado "Pride (In the Name of Love)", que se suponía que terminaría la actuación de la banda. El concierto resultó ser un momento decisivo para la banda, mostrando a una audiencia televisiva de millones la conexión personal que Bono podría hacer con el público. Solo una semana después, Bono se dio cuenta de que el baile con el fanático se convirtió en una imagen clave de Live Aid. Todos los álbumes de U2 volvieron a entrar en las listas en el Reino Unido después de su actuación.

## Discografía
"Bad" es la primera canción del EP Wide Awake 1985 en Estados Unidos, siendo esta una versión en vivo grabada en el NEC Arena de Birmingham el 12 de noviembre de 1984 durante la prueba de sonido. Esta versión incluye pistas de ritmo pregrabadas. No hay otros fragmentos de canciones en esta versión por razones de derechos de autor. La banda ha lanzado oficialmente otras tres versiones de "Bad". Una edición de la versión de The Unforgettable Fire aparece en The Best of 1980–1990; con la excepción de la versión oculta de "October", "Bad" es el único no único que aparece en la compilación. Además de la presentación en vivo incluida en Wide Awake in America, una versión en vivo de Joshua Tree Tour de 1987 aparece en el documental rock Rattle and Hum y una versión de Elevation Tour de 2001 aparece en la película convertida Elevation 2001: Live from Boston. Para el lanzamiento de la caja digital de 2004 The Complete U2, se incluyó otra versión en vivo de "Bad" en el álbum en vivo Live from the Point Depot.

## Versiones por otros grupos
| Año  | Versionada por   | Álbum                                  |
| ---- | ---------------- | -------------------------------------- |
| 1998 | Dream Theater    | Once in a LIVEtime Outtakes            |
| 2000 | The Section      | Strung out on U2                       |
| 2001 | Luka Bloom       | Keeper of the Flame                    |
| 2005 | Luka Bloom       | Even Better Than the Real Thing Vol. 3 |
| 2007 | Marcus Satellite | The Marcus Satellite Tribute to U2     |

## Personal
- Bono - voz
- The Edge - guitarra
- Adam Clayton - bajo eléctrico
- Larry Mullen Jr. - batería
- Daniel Lanois - Producción
- Brian Eno - Producción, celesta
- Noel Kelehan - arreglo cuerda